# Huron County (Michigan)
Huron County je okres ve státě Michigan v USA. K roku 2000 zde žilo 36 079 obyvatel. Správním městem okresu je Bad Axe. Celková rozloha okresu činí 5 533 km².

## Sousední okresy
| Růžice kompasu |                         |  |                | Růžice kompasu |
| Růžice kompasu | Sever                   |  |                | Růžice kompasu |
| Růžice kompasu | Huron County (Michigan) |  |                | Růžice kompasu |
| Růžice kompasu | Jih                     |  |                | Růžice kompasu |
| Růžice kompasu | Tuscola County          |  | Sanilac County | Růžice kompasu |